# 安妮特·伍德沃德
安妮特·伍德沃德（英語：Annette Woodward，1947年11月8日—），澳大利亚女子射击运动员。她曾代表澳大利亚参加1994年和1998年英联邦运动会射击比赛，获得三枚金牌、一枚银牌和一枚铜牌。